# Astrid Lulling

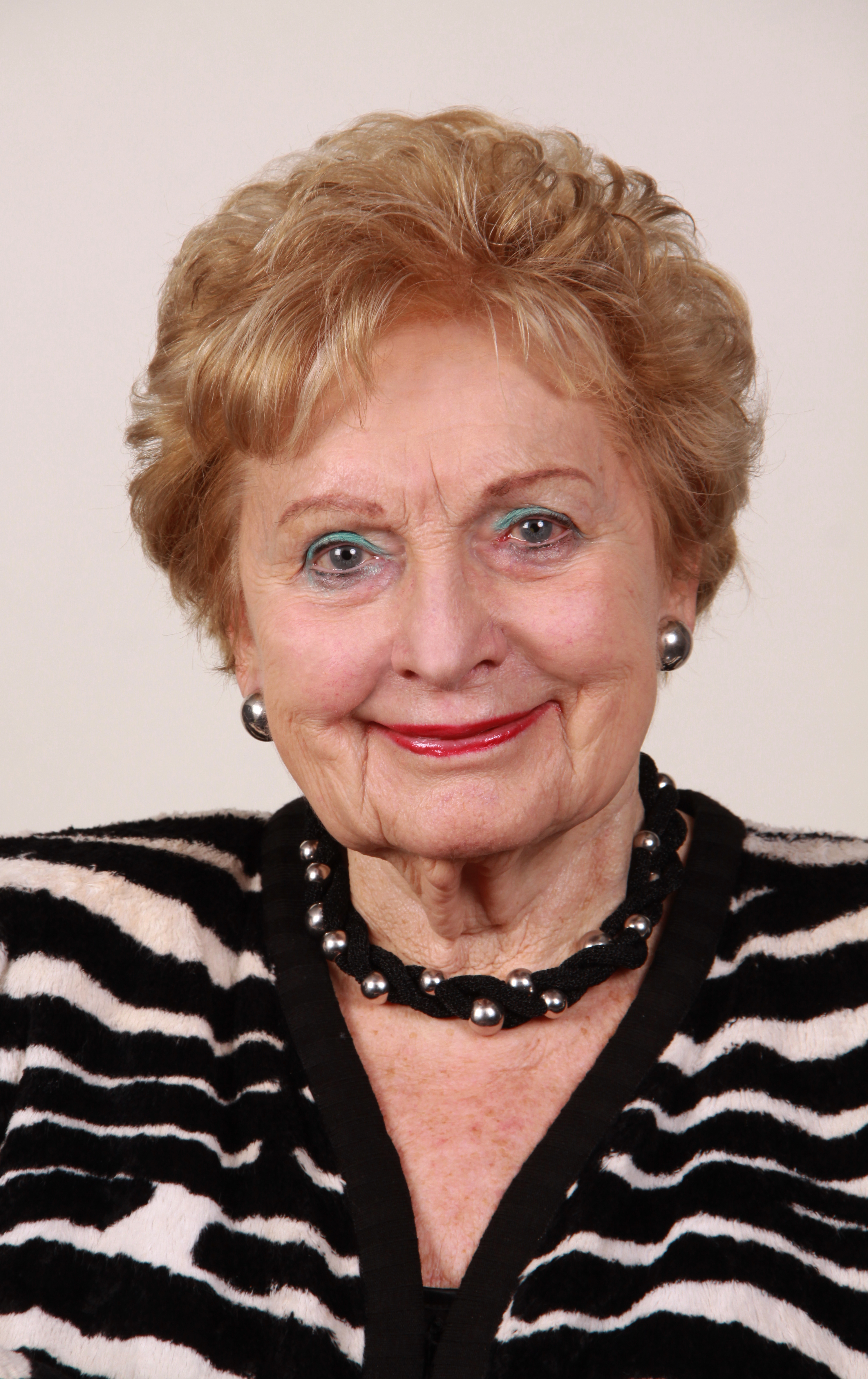
Astrid Lulling (2014)

Astrid Lulling (* 11. Juni 1929 in Schifflingen, Luxemburg) ist eine luxemburgische Politikerin.

## Leben
Nach ihrer Schulzeit studierte Lulling  von 1953 bis 1955 Wirtschaftswissenschaften an der Universität Saarbrücken. Lulling arbeitete von 1949 bis 1963 für den Lëtzebuerger Arbechter-Verband, einer Vorgängerorganisation des Unabhängigen Gewerkschaftsbundes Luxemburg. Von 1963 bis 1971 war Lulling Vorsitzende der sozialistischen Frauen in der Lëtzebuerger Sozialistesch Aarbechterpartei und wurde 1971 bis 1982 Mitglied der Sozialdemokratesch Partei (1970), die sich von der Lëtzebuerger Sozialistesch Aarbechterpartei abgespalten hatte.
1970 gelang ihr der Einzug in den Stadtrat von Schifflingen, dem sie bis 2000 angehörte. Von 1970 bis 1985 war Lulling Bürgermeisterin der Stadt Schifflingen. Seit 1984 ist Lulling Mitglied der Christlich Sozialen Volkspartei.
Lulling gehörte von 1965 bis 1974 sowie von 1989 bis 2014 dem Europaparlament als Abgeordnete an. Zur Europawahl 2014 trat sie nicht mehr an.
Zusammen mit ihrem Großneffen, dem Linguisten Jérôme Lulling, setzt sie sich für die Bewahrung der luxemburgischen Sprache ein.

## Preise und Auszeichnungen
- Kommandeur des Verdienstordens der Republik Italien
- Großoffizier des Verdienstordens des Großherzogtums Luxemburg
- Großoffizier des Ordens der Eichenkrone
- Offizier der Ehrenlegion der französischen Republik

## Werk
- Astrid Lulling: Mein Leben als Frau in der Politik. Esch-Alzette, Editions Schortgen, 2018. ISBN 978-99959-36-64-8.